# 대한민국 원주민
《대한민국 원주민》은 《공룡 둘리에 대한 슬픈 오마주》와 《습지생태보고서》로 알려진 만화가 최규석의 작품이다. 펴낸 곳은 (주)창비이며 2008년 5월 30일에 초판이 나왔다.

## 작품 성격과 특징
제목에 관한 작가의 언급
| “ | (전략)그들의 일상이었던 것들은 이제 박물관에나 가야 볼 수 있게 되어버린 사람들. 나는 그들을 '대한민국 원주민'이라고 이름 붙였다('아메리카 원주민' 혹은 '호주 원주민'을 칭할 때의 어감으로 불러주시길!). | ” |

작가가 머리글에서 이렇게 밝히고 있듯이 이 책은 대한민국 현대사의 그늘진 이면을 채운 이름없는 사람들의 이야기로 채워져 있는데, 《씨네21》 기자와 가진 인터뷰에서 최규석은 그 이야기들이 바로 자신과 가족들이 겪은 삶을 그린 것들이라는 점을 인정하였다. 따라서 이 작품은 자전적 성격을 띤 작품으로 볼 수 있다.
옴니버스 형식
이 책은 특별히 두드러지는 사건이나 기승전결을 갖춘 전개 방식, 일관된 줄거리 등이 없이 짧은 일화들을 모은 옴니버스식 구성을 띠고 있다. 하지만 굳이 형식상의 규칙을 찾는다면 작가 가족들이 차례로 각 일화의 주인공으로 등장한다는 점을 들 수 있다.   